# Marcel Fradetal
Marcel Fradetal est un directeur de la photographie français, né à Villefranche-sur-Saône le 19 avril 1908 et mort à Vanves le 5 novembre 1995.

## Biographie
Il commence sa carrière comme assistant opérateur pendant les années 1930, travaillant notamment avec Henri Diamant-Berger. À partir de 1950, il a signé la photographie de la plupart des films de Georges Franju.

## Filmographie
Courts métrages
- 1946 : Jeux d'enfants de Jean Painlevé
- 1947 : L'Œuvre scientifique de Pasteur de Georges Rouquier et Jean Painlevé
- 1948 : Le Sang des bêtes de Georges Franju
- 1949 : Le Chaudronnier de Georges Rouquier
- 1950 : En passant par la Lorraine de Georges Franju
- 1951 : Hôtel des Invalides de Georges Franju
- 1953 : Monsieur et Madame Curie de Georges Franju
- 1956 : Sur le pont d'Avignon de Georges Franju
- 1956 : Le Théâtre national populaire de Georges Franju
- 1957 : Le Bel Indifférent de Jacques Demy
- 1957 : Notre-Dame, cathédrale de Paris de Georges Franju
- 1958 : Musée Grévin de Jacques Demy
- 1959 : Sahara an IV de Max Gérard

Longs métrages
- 1947 : Le Charcutier de Machonville de Vicky Ivernel
- 1950 : Fait divers à Paris de Dimitri Kirsanoff
- 1960 : Le Huitième jour de Marcel Hanoun
- 1961 : Le Temps du ghetto de Frédéric Rossif
- 1961 : Pleins Feux sur l'assassin de Georges Franju
- 1963 : Judex de Georges Franju
- 1965 : Thomas l'imposteur de Georges Franju
- 1970 : La Faute de l'abbé Mouret de Georges Franju